# As They Made Us
As They Made Us est un film dramatique américain écrit, réalisé et produit par Mayim Bialik, sorti en 2022. C'est son premier film en tant que réalisatrice,. Il a reçu des critiques globalement positives. 

## Synopsis
Abigail passe les derniers moments auprès de son père mourant, entouré de sa famille.

## Fiche technique
- Réalisation : Mayim Bialik
- Scénario : Mayim Bialik
- Producteurs : Mayim Bialik, Anne Clements, Jordan Yale Levine, Jordan Beckerman, Ash Christian, Mark Maxey, Michael Day
- Photographie : 	David Feeney-Mosier
- Montage : Nick Wright, Monica Salazar
- Musique : Kevin Besignano
- Distributeur : Quiver Distribution
- Durée : 100 minutes
- Date de sortie : 8 avril 2022

## Distribution
- Dianna Agron : Abigail
- Simon Helberg : Nathan, frère d'Abigail
- Candice Bergen : Barbara, mère d'Abigail
- Dustin Hoffman : Eugene, père d'Abigail
- Justin Chu Cary : Jay
- Charlie Weber : Peter, ancien mari d'Abigail
- Julian Gant : Darrin, infirmière d'Eugene
- John Wollman : Dr. Ashkenazy, médecin d'Eugene
- Sweta Keswani : Dr. Patel, neurologue